# Aéroport Rafael Hernández
L'aéroport Rafael Hernández (code IATA : BQN • code OACI : TJBQ) est un aéroport à la fois civil et militaire situé à Aguadilla au nord-ouest de Porto Rico.

## Situation
| Aguadilla Ceiba Culebra Isla Grande Mayagüez Ponce San Juan Vieques |

## Compagnies et destinations
| Compagnies      | Destinations                                                 |
| --------------- | ------------------------------------------------------------ |
| JetBlue Airways | Fort Lauderdale-Hollywood, New York-John F. Kennedy, Orlando |
| Spirit Airlines | Fort Lauderdale-Hollywood                                    |
| United Airlines | Newark-Liberty                                               |

Édité le 04/10/2017